# Giulio Supino
Giulio Supino (Firenze, 8 ottobre 1898 – Bologna, 5 luglio 1978) è stato un ingegnere e matematico italiano, socio dell'Accademia Nazionale dei Lincei.

## Biografia
Giulio Supino nacque a Firenze l'8 ottobre 1898 da una famiglia di origini ebraiche. Il padre era Igino Benvenuto Supino, pittore e studioso di Storia dell'Arte che fu docente e preside della Facoltà di Lettere e Filosofia all'Università di Bologna. Dopo aver seguito il padre a Bologna nel 1907, partecipò con onore alla prima guerra mondiale conseguendo due croci al merito di guerra.
Rientrato a Bologna dopo la guerra vi si laureò in Ingegneria civile prima (1921) e Matematica poi (1923). A partire dal 1927 iniziò la sua carriera universitaria a Bologna dove insegnò varie materie: Geometria proiettiva e descrittiva dal 1927 al 1931, Meccanica applicata alle Costruzioni dal 1926, Costruzioni di Ponti dal 1931 al 1934 e Costruzioni idrauliche dal 1934. Nel 1938 dovette abbandonare l'insegnamento ufficiale a 
seguito della promulgazione delle leggi razziali. Nel periodo dal 1941 al 1943 insegnò nella Università clandestina di Roma voluta da Guido Castelnuovo per la formazione degli studenti ebrei di Roma.
Dopo la caduta del fascismo riprese l'insegnamento a Bologna e nel 1946 passò alla Cattedra di Idraulica, che mantenne fino al collocamento a riposo nel 1968. Dal 
1949 al 1952 insegnò anche Meccanica superiore alla Facoltà di Scienze.
Dal 1962 al 1968 fu Prorettore Vicario dell'Università di Bologna e dal 1965 al 1968 Preside della Facoltà di Ingegneria.
Morì a Bologna il 5 luglio 1978.
Supino ricevette molti riconoscimenti. Oltre alla citata Accademia del Lincei era membro dell'Accademia delle Scienze di Bologna e di quella di Torino, nonché della Accademia dei Georgofili di Firenze. Fu tra i fondatori della Unione Matematica Italiana. Nel 1974 venne insignito dell'Archiginnasio d'oro da parte del comune di Bologna. Fu anche membro del Consiglio Superiore dei Lavori Pubblici, del Consiglio Superiore di Sanità e del Consiglio Superiore della Pubblica Istruzione.

## Opere
- Le reti idrauliche (seconda edizione), Bologna, Casa Editrice Prof. Riccardo Pàtron, 1965.